# Euprosthenops
Euprosthenops is een geslacht van spinnen uit de  familie van de kraamwebspinnen (Pisauridae).

## Soorten
- Euprosthenops australis Simon, 1898
- Euprosthenops bayaonianus (Brito Capello, 1867)
- Euprosthenops benoiti Blandin, 1976
- Euprosthenops biguttatus Roewer, 1955
- Euprosthenops ellioti (O. Pickard-Cambridge, 1877)
- Euprosthenops pavesii Lessert, 1928
- Euprosthenops proximus Lessert, 1916
  - Euprosthenops proximus maximus Blandin, 1976
- Euprosthenops schenkeli (Roewer, 1955)
- Euprosthenops wuehlischi Roewer, 1955